# Brasão de Santo Amaro (Bahia)
Brasão de Santo Amaro é um símbolo municipal de Santo Amaro, município brasileiro na Bahia.
Trata-se de um escudo samnítico, no qual logo acima encontra-se uma coroa de oito torres argênteas e iluminadas de gules. Em campo blau, tem uma esfera armilar de jalde, com uma estrela de cinco pontas em gules. Nos quatro cantos do brasão encontram-se quatro flores-de-lis de argêntea. Como apoios ao escudo, há uma haste de fumo e uma cana-de-açúcar sobrepostas por um listel de gules onde está escrito em letras argênteas "Santo Amaro" ladeado pela data de 14 de junho de 1822.